# جورج غيتس
جورج غيتس (بالإنجليزية: George Gates)‏ (2 يونيو 1883 بهامرسميث في المملكة المتحدة - 1 يناير 1960 في المملكة المتحدة) هو مدرب كرة قدم ولاعب كرة قدم بريطاني (وحمل سابقاً جنسية المملكة المتحدة لبريطانيا العظمى وأيرلندا) في مركز مهاجم داخلي. لعب مع غريمسبي تاون ونادي برينتفورد ونادي ليتون أورينت وMerthyr Town F.C. ‏.